# Кум'яна
Кум'яна (італ. Cumiana, п'єм. Cumian-a) — муніципалітет в Італії, у регіоні П'ємонт,  метрополійне місто Турин.
Кум'яна розташований на відстані близько 540 км на північний захід від Рима, 28 км на захід від Турина.
Населення — 7909 осіб (2014).
Щорічний фестиваль відбувається 8 вересня. Покровитель — Natività di Maria Bambina.

## Демографія
Населення за роками:

Станом на 1 січня 2023 року в муніципалітеті офіційно проживало 390 іноземців з 44 країн, серед них 220 громадян країн Євросоюзу та 3 громадяни України.

## Сусідні муніципалітети
- Айраска
- Канталупа
- Фроссаско
- Джавено
- Пінаска
- Пінероло
- Пьоссаско
- Пішина
- Трана
- Вольвера